# Poręba-Kocęby
Poręba-Kocęby – wieś w Polsce położona w województwie mazowieckim, w powiecie wyszkowskim, w gminie Brańszczyk. Ma status sołectwa.
W latach 1954–1972 wieś należała i była siedzibą władz gromady Poręba-Kocęby. W latach 1975–1998 miejscowość administracyjnie należała do województwa ostrołęckiego.
31 grudnia 2016 roku sołectwo liczyło 349 mieszkańców zameldowanych na pobyt stały

## Części wsi
| SIMC    | Nazwa      | Rodzaj  |
| ------- | ---------- | ------- |
| 0506774 | Księży Kąt | kolonia |
| 0506797 | Zastruże   | kolonia |

## Historia
Początkowo Poręba albo Poręby, wieś czynszowa w dobrach biskupów płockich. Przywileje biskupie z lat: 1755, 1796 i 1797. Na ich mocy włościanie otrzymali na własność uprawiane grunty, mogli ścinać drzewa na barcie i w celach budowlanych, polować, z wyłączeniem grubego zwierza. Krudowali lasy na pola i łąki. Byli zwolnieni z podatków, szarwarku i dziesięciny oraz odbywania podróży. Wnosili 60 zł. opłat od włók chełmińskich, za każdą rusznicę dawali 3 pary jarząbków i rączkę miodu z boru.
Później wieś rządowa. W 1823 r. w części rządowej w 38 domach mieszkało 248 mieszkańców (52 mężczyzn, 51 kobiet, 52 synów, 68 córek, 18 parobków, 7 dziewek). Wśród męskich, dorosłych mieszkańców było to: 34 czynszowników, 4 komorników, 6 chałupników i 1 kowal. Gospodarze posiadali łącznie: 67 koni, 67 wołów, 87 krów, 69 jałowic, 107 świń.
W 1827 r. w Porębie 57 domów i 413 mieszkańców. W 1857 wieś wchodziła w skład dóbr rządowych Brok.
W 1858 wieś urządzono kolonialnie. Powstały: Poręba-Kocęby i Poręba Średnia. Na 1156 morgach i 200 prętach powstało 51 osad rolnych, każde o powierzchni 19 do 20 morgów. Dwudziestu ogrodników otrzymało po 5 morgów, w probostwie morgów 208. Założono również szpital, szkołę, osady: kowalską i komorniczą. Ustanowiono czynsz w wysokości 463 rubli i 4 kopiejek.
Pod koniec XIX w. wieś gminna nad rzeczką Tuchełką w Powiecie ostrowskim, gmina i parafia Poręba. Siedziba gminy w Nagoszewie. W Porębie 114 domów, 879 mieszkańców, kościół, szkoła początkowa i dwa wiatraki.
W roku 1921 wyszczególniono:
- wieś Poręba-Kocęby. Było tu 111 budynków z przeznaczeniem mieszkalnym oraz 645 mieszkańców (303 mężczyzn i 342 kobiety). Narodowość polską podało 629 osób, a żydowską 16
- wieś Poręba Średnia, gdzie naliczono 103 budynki z przeznaczeniem mieszkalnym oraz 556 mieszkańców (262 mężczyzn i 294 kobiety). Narodowość polską podały 534 osoby, a żydowską 22.[11]

W 1921 społeczność żydowska miejscowości liczyła 255 osób. Większość żydów utrzymywała się z drobnego handlu oraz rzemiosła, część członków społeczności posiadała gospodarstwa rolne. W Porębie funkcjonował dom studiów religijnych (bet midrasz) oraz dwa domy modlitwy (sztiblech), mykwa i chedery. Przedwojenne relacje z pozostałymi mieszkańcami bywały konfliktowe, zdarzały się ekscesy o podłożu antysemickim. Po ataku III Rzeszy na ZSRR w czerwcu 1941 i zajęciu tych terenów przez Niemców, Żydów z Poręby zgromadzono w okolicznych gettach.
W dniu 15 maja 1943 roku po godzinie czwartej rano wieś została otoczona przez siły niemieckie. Żandarmeria i gestapo rozpoczęły obławę na Żydów. W czasie obławy Niemcy rozpoczęli poszukiwania od gospodarstwa najbliżej lasu. Bili żonę Antoniego Prusińskiego i podpalili dom po czym zatrzymali jej męża i później Piotra Leszczyńskiego z sąsiedniego gospodarstwa przylegającego do lasu, w którym ukrywał się z pomocą lokalnej społeczności nieznany z nazwiska Żyd. Pochwyconych bili kijami. Gdy przyprowadzono ukrywającego się Żyda, wszyscy trzej mężczyźni zostali skatowani do nieprzytomności, a następnie dobici strzałami z pistoletu i zakopani we wspólnym grobie.
W dniu 9 czerwca 2019 roku w ramach projektu Zawołani po imieniu, prowadzonego przez Instytut Pileckiego, poświęconego osobom narodowości polskiej zamordowanych za niesienie pomocy Żydom w czasie okupacji niemieckiej, odsłonięto kamień i tablicę na skraju miejscowości przy lesie, w którym zamordowano trzech wyżej wspomnianych mężczyzn. Poprzedziła je Msza Święta polowa odprawiona przez ks. proboszcza Andrzeja Grzybowskiego z udziałem przedstawiciela biskupa drohiczyńskiego Tadeusza Pikusa oraz rzecznika KEP ks. dr Pawła Rytel-Andrianika, z udziałem rodzin zamordowanych i reprezentantów działających w miejscowości stowarzyszeń i organizacji, a także lokalnej społeczności. W czasie odsłonięcia głos zabrali m.in. Magdalena Gawin, wiceminister kultury i dziedzictwa narodowego, prof. Wiesław Przybylski, wójt gminy Brańszczyk, Jerzy Żukowski, starosta Powiatu Wyszkowskiego, dyrektor Instytutu Pileckiego Wojciech Kozłowski, ks. proboszcz Andrzeja Grzybowski, przedstawiciel biskupa drohiczyńskiego Tadeusza Pikusa, rzecznik KEP ks. dr Paweł Rytel-Andrianik. Pomnik odsłoniła wnuczka Piotra Leszczyńskiego Apolonia Leszczyńska wraz z prof. Magdaleną Gawin.

## Współcześnie
Pod względem zaludnienia miejscowości: Poręba Średnia i Poręba-Kocęby należą do średnich sołectw w gminie. W 2002 r. zamieszkiwało je 831 osób, w 2005 obie miejscowości liczyły 816 mieszkańców. W 2008 i 2009 r. Porębę Średnią zamieszkiwało 424 mieszkańców.

## Obiekty użyteczności publicznej
- Przedszkole samorządowe
- Publiczna Szkoła Podstawowa
- Przychodnia lekarska
- apteka prywatna
- Filia biblioteki publicznej
- remiza OSP[10]